# Dolichopus gladius
Dolichopus gladius är en tvåvingeart som beskrevs av Van Duzee 1921. Dolichopus gladius ingår i släktet Dolichopus och familjen styltflugor. Inga underarter finns listade i Catalogue of Life.